# Zdravko Zdravkov
Zdravko Zdravkov (Здравко Здравков en búlgaro) (4 de octubre de 1970) es un exfutbolista y entrenador búlgaro, se desempeñó como guardameta y puso fin a su carrera en el Rizespor turco en la temporada 2006/07.

## Clubes

### Jugador
| Club                | País     | Año         |
| ------------------- | -------- | ----------- |
| Levski Sofia        | Bulgaria | 1988 - 1993 |
| Etar Veliko Tarnovo | Bulgaria | 1993 - 1994 |
| Levski Sofia        | Bulgaria | 1994 - 1995 |
| Slavia Sofia        | Bulgaria | 1995 - 1997 |
| Istanbulspor AŞ     | Turquía  | 1997 - 1999 |
| Adanaspor           | Turquía  | 1999 - 2000 |
| Istanbulspor AŞ     | Turquía  | 2000 - 2002 |
| Cherno More Varna   | Bulgaria | 2002        |
| Litex Lovech        | Bulgaria | 2004        |
| Rizespor            | Turquía  | 2004 - 2007 |

### Entrenador
| Club                                     | País     | Año         |
| ---------------------------------------- | -------- | ----------- |
| Levski Sofia (2º entrenador)             | Bulgaria | 2013        |
| Slavia Sofia (2º entrenador)             | Bulgaria | 2013 - 2014 |
| GD Interclube (Entrenador porteros)      | Angola   | 2015        |
| Zhejiang FC (Entrenador porteros)        | China    | 2016 - 2018 |
| Ludogorets Razgrad (Entrenador porteros) | Bulgaria | 2018 - 2019 |
| Guizhou FC (Entrenador porteros)         | China    | 2020        |
| Ludogorets Razgrad (Entrenador porteros) | Bulgaria | 2021 - Act. |